# Махешвар
Махешвар (хинди महेश्वर, IAST: maheśvara) — город в округе Кхаргон штата Мадхья-Прадеш в Индии. Он располагается в 13 км к востоку от Национального шоссе 3 (шоссе Агра-Мумбаи) и в 91 км от Индаура, центра торговли в штате. Город лежит на северном берегу реки Нармада.

## Этимология
Название «Махешвар» происходит от слова Махеш, одного из имён Шивы. На хинди слово Махешвар значит обитель Шивы.

## Демография
Согласно переписи 2001 года, население Махешвара составляло 19646 человек, 51 % из которых — мужчины, а 49 % — женщины. 67 % населения Махешвара владеют грамотой, в то время, как средний показатель по всей стране — 59,5 %. Мужская грамотность составляет 75 %, а женская — 59 %. 16 % населения составляют дети младше 6 лет.